# Europees kampioenschap voetbal vrouwen 2009
Het Europees kampioenschap voetbal vrouwen 2009 was een voetbaltoernooi dat werd gehouden van 23 augustus 2009 tot en met 10 september 2009 in Finland.
Het toernooi begon met de groepsfase. De twaalf landen werden verdeeld over drie groepen van vier. De nummers één en twee, alsmede de twee beste nummers drie gingen door naar de kwartfinales. De finale ging uiteindelijk tussen Engeland en regerend kampioen Duitsland. In het Olympiastadion in Helsinki wonnen de Duitse vrouwen met 6-2 van de Engelsen en wonnen daarmee hun 7e titel.

## Stadions
| Helsinki                          | Helsinki                                          | Turku                             | Tampere                                           | Lahti                             |
| --------------------------------- | ------------------------------------------------- | --------------------------------- | ------------------------------------------------- | --------------------------------- |
| Olympiastadion Capaciteit: 40.000 | Finnair Stadium Capaciteit: 10.770                | Veritas Stadion Capaciteit: 9.000 | Ratina Stadion Capaciteit: 17.000                 | Lahden Stadion Capaciteit: 15.000 |
|                                   |                                                   |                                   |                                                   |                                   |
| 4 groepswedstrijden finale        | 3 groepswedstrijden 1 kwartfinale, 1 halve finale | 4 groepswedstrijden 1 kwartfinale | 4 groepswedstrijden 1 kwartfinale, 1 halve finale | 3 groepswedstrijden 1 kwartfinale |

## Geplaatste teams

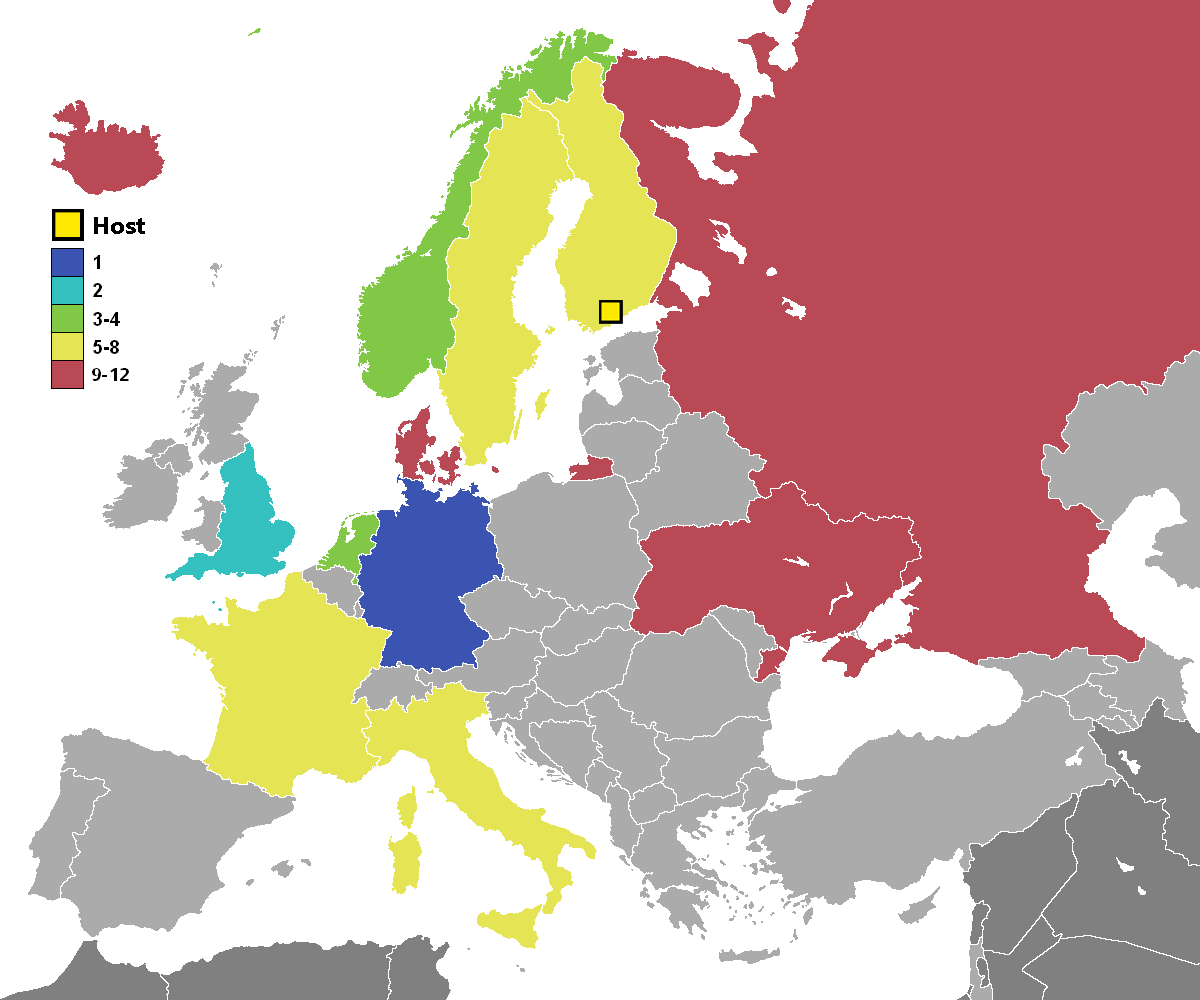
Deelnemende landen

| Land       | Hoe gekwalificeerd               | Vorig toernooi | Aantal keer meegedaan | Aantal keer kampioen |
| ---------- | -------------------------------- | -------------- | --------------------- | -------------------- |
| Finland    | automatisch geplaatst (gastland) | 2005           | 1                     | 0                    |
| Engeland   | Eerste groep 1                   | 2005           | 5                     | 0                    |
| Zweden     | Eerste groep 2                   | 2005           | 7                     | 1                    |
| Italië     | Tweede groep 2, Play-Offs        | 2005           | 8                     | 0                    |
| Frankrijk  | Eerste groep 3                   | 2005           | 3                     | 0                    |
| IJsland    | Tweede groep 3, Play-Offs        | Debuut         | 0                     | 0                    |
| Duitsland  | Eerste groep 4                   | 2005           | 7                     | 6                    |
| Nederland  | Tweede groep 4, Play-Offs        | Debuut         | 0                     | 0                    |
| Denemarken | Eerste groep 5                   | 2005           | 6                     | 0                    |
| Oekraïne   | Tweede groep 5, Play-Offs        | Debuut         | 0                     | 0                    |
| Noorwegen  | Eerste groep 6                   | 2005           | 8                     | 2                    |
| Rusland    | Tweede groep 6, Play-Offs        | 2001           | 4                     | 0                    |

## Groepsfase
De loting voor het eindtoernooi vond plaats op 18 november 2008. Finland werd automatisch geplaatst in poule A. Titelhouder Duitsland en Zweden werden de andere twee groepshoofden. De vijf winnaars van de play-offs werden verdeeld over de drie poules, waarna ook de vier groepswinnaars verdeeld werden.
In de onderstaande tabel staat de potindeling voor de loting.
| Gastland  | Pot 1                | Pot 2                                           | Pot 3                                               |
| --------- | -------------------- | ----------------------------------------------- | --------------------------------------------------- |
| - Finland | - Duitsland - Zweden | - Denemarken - Engeland - Frankrijk - Noorwegen | - IJsland - Italië - Rusland - Oekraïne - Nederland |

### Groep A
| Groep A |            |             |             |             |             |            |            |            |        |
| #       | Land       | Wedstrijden | Wedstrijden | Wedstrijden | Wedstrijden | Doelpunten | Doelpunten | Doelpunten | Punten |
| #       | Land       | G           | W           | G           | V           | V          | T          | Saldo      | Punten |
| 1       | Finland    | 3           | 2           | 0           | 1           | 3          | 2          | +1         | 6      |
| 2       | Nederland  | 3           | 2           | 0           | 1           | 5          | 3          | +2         | 6      |
| 3       | Denemarken | 3           | 1           | 0           | 2           | 3          | 4          | –1         | 3      |
| 4       | Oekraïne   | 3           | 1           | 0           | 2           | 2          | 4          | –2         | 3      |

|                            |          |         |                                        |                                                                               |
| 23 augustus 2009 13:45 CET | Oekraïne | 0 – 2   | Nederland                              | Veritas Stadion, Turku Toeschouwers: 2.671 Scheidsrechter: Cristina Dorcioman |
| 23 augustus 2009 13:45 CET |          | Verslag | 4' Kirsten van de Ven 9' Karin Stevens | Veritas Stadion, Turku Toeschouwers: 2.671 Scheidsrechter: Cristina Dorcioman |

|                            |                 |         |            |                                                                              |
| 23 augustus 2009 18:30 CET | Finland         | 1 – 0   | Denemarken | Olympiastadion, Helsinki Toeschouwers: 16.324 Scheidsrechter: Dagmar Damkova |
| 23 augustus 2009 18:30 CET | Maija Saari 49' | Verslag |            | Olympiastadion, Helsinki Toeschouwers: 16.324 Scheidsrechter: Dagmar Damkova |

|                            |                         |         |                                           |                                                                            |
| 26 augustus 2009 16:30 CET | Oekraïne                | 1 – 2   | Denemarken                                | Finnair Stadium, Helsinki Toeschouwers: 1.372 Scheidsrechter: Gyöngyi Gaál |
| 26 augustus 2009 16:30 CET | Daryna Apanaschenko 63' | Verslag | 49' Camilla Sand-Andersen 87' Maiken Pape | Finnair Stadium, Helsinki Toeschouwers: 1.372 Scheidsrechter: Gyöngyi Gaál |

|                            |                        |         |                                 |                                                                               |
| 26 augustus 2009 19:00 CET | Nederland              | 1 – 2   | Finland                         | Olympiastadion, Helsinki Toeschouwers: 16.148 Scheidsrechter: Jenny Palmqvist |
| 26 augustus 2009 19:00 CET | Kirsten van de Ven 25' | Verslag | 7', 69' Laura Österberg-Kalmari | Olympiastadion, Helsinki Toeschouwers: 16.148 Scheidsrechter: Jenny Palmqvist |

|                            |         |         |                    |                                                                                   |
| 29 augustus 2009 16:30 CET | Finland | 0 – 1   | Oekraïne           | Olympiastadion, Helsinki Toeschouwers: 15.138 Scheidsrechter: Natalia Avdonchenko |
| 29 augustus 2009 16:30 CET |         | Verslag | 78' Lyudmyla Pekur | Olympiastadion, Helsinki Toeschouwers: 15.138 Scheidsrechter: Natalia Avdonchenko |

|                            |                       |         |                                 |                                                                           |
| 29 augustus 2009 16:30 CET | Denemarken            | 1 – 2   | Nederland                       | Lahden Stadion, Lahti Toeschouwers: 1.712 Scheidsrechter: Jenny Palmqvist |
| 29 augustus 2009 16:30 CET | Johanna Rasmussen 71' | Verslag | 58' Sylvia Smit 66' Manon Melis | Lahden Stadion, Lahti Toeschouwers: 1.712 Scheidsrechter: Jenny Palmqvist |

### Groep B
| Groep B |           |             |             |             |             |            |            |            |        |
| #       | Land      | Wedstrijden | Wedstrijden | Wedstrijden | Wedstrijden | Doelpunten | Doelpunten | Doelpunten | Punten |
| #       | Land      | G           | W           | G           | V           | V          | T          | Saldo      | Punten |
| 1       | Duitsland | 3           | 3           | 0           | 0           | 10         | 1          | +9         | 9      |
| 2       | Frankrijk | 3           | 1           | 1           | 1           | 5          | 7          | –2         | 4      |
| 3       | Noorwegen | 3           | 1           | 1           | 1           | 2          | 5          | –3         | 4      |
| 4       | IJsland   | 3           | 0           | 0           | 3           | 1          | 5          | –4         | 0      |

|                            |                                                                         |         |           |                                                                                 |
| 24 augustus 2009 16:00 CET | Duitsland                                                               | 4 – 0   | Noorwegen | Ratina Stadion, Tampere Toeschouwers: 6.552 Scheidsrechter: Alexandra Ihringova |
| 24 augustus 2009 16:00 CET | Linda Bresonik 33' (pen.) Fatmire Bajramaj 90', 90+4' Anja Mittag 90+2' | Verslag |           | Ratina Stadion, Tampere Toeschouwers: 6.552 Scheidsrechter: Alexandra Ihringova |

|                            |                            |         |                                                                      |                                                                                 |
| 24 augustus 2009 19:00 CET | IJsland                    | 1 – 3   | Frankrijk                                                            | Ratina Stadion, Tampere Toeschouwers: 1.460 Scheidsrechter: Natalia Avdonchenko |
| 24 augustus 2009 19:00 CET | Hólmfríđur Magnúsdóttir 6' | Verslag | 18' (pen.) Camille Abily 53' (pen.) Sonia Bompastor 67' Louisa Nécib | Ratina Stadion, Tampere Toeschouwers: 1.460 Scheidsrechter: Natalia Avdonchenko |

|                            |                    |         | |                                                                             |
| 27 augustus 2009 16:30 CET | Frankrijk          | 1 – 5   | Duitsland                                                                                              | Ratina Stadion, Tampere Toeschouwers: 3.331 Scheidsrechter: Katerina Monsul |
| 27 augustus 2009 16:30 CET | Gaëtane Thiney 51' | Verslag | 9' Inka Grings 17' Annike Krahn 45+1' Melanie Behringer 47' (pen.) Linda Bresonik 90+1' Simone Laudehr | Ratina Stadion, Tampere Toeschouwers: 3.331 Scheidsrechter: Katerina Monsul |

|                            |         |         |                      |                                                                              |
| 27 augustus 2009 19:00 CET | IJsland | 0 – 1   | Noorwegen            | Lahden Stadion, Lahti Toeschouwers: 1.399 Scheidsrechter: Cristina Dorcioman |
| 27 augustus 2009 19:00 CET |         | Verslag | 45' Cecilie Pedersen | Lahden Stadion, Lahti Toeschouwers: 1.399 Scheidsrechter: Cristina Dorcioman |

|                            |                    |         |                   |                                                                                   |
| 30 augustus 2009 15:00 CET | Noorwegen          | 1 – 1   | Frankrijk         | Finnair Stadium, Helsinki Toeschouwers: 1.537 Scheidsrechter: Alexandra Ihringova |
| 30 augustus 2009 15:00 CET | Lene Storløkken 4' | Verslag | 16' Camille Abily | Finnair Stadium, Helsinki Toeschouwers: 1.537 Scheidsrechter: Alexandra Ihringova |

|                            |                 |         |         |                                                                             |
| 30 augustus 2009 15:00 CET | Duitsland       | 1 – 0   | IJsland | Ratina Stadion, Tampere Toeschouwers: 3.101 Scheidsrechter: Kirsi Heikkinen |
| 30 augustus 2009 15:00 CET | Inka Grings 50' | Verslag |         | Ratina Stadion, Tampere Toeschouwers: 3.101 Scheidsrechter: Kirsi Heikkinen |

### Groep C
| Groep C |          |             |             |             |             |            |            |            |        |
| #       | Land     | Wedstrijden | Wedstrijden | Wedstrijden | Wedstrijden | Doelpunten | Doelpunten | Doelpunten | Punten |
| #       | Land     | G           | W           | G           | V           | V          | T          | Saldo      | Punten |
| 1       | Zweden   | 3           | 2           | 1           | 0           | 6          | 1          | +5         | 7      |
| 2       | Italië   | 3           | 2           | 0           | 1           | 4          | 3          | +1         | 6      |
| 3       | Engeland | 3           | 1           | 1           | 1           | 5          | 5          | +0         | 4      |
| 4       | Rusland  | 3           | 0           | 0           | 3           | 2          | 8          | –6         | 0      |

|                            |                                           |         |                                         |                                                                             |
| 25 augustus 2009 16:30 CET | Engeland                                  | 1 – 2   | Italië                                  | Lahden Stadion, Lahti Toeschouwers: 2.950 Scheidsrechter: Bibiana Steinhaus |
| 25 augustus 2009 16:30 CET | Casey Stoney 28' Fara Williams 38' (pen.) | Verslag | 56' Patrizia Panico 82' Alessia Tuttino | Lahden Stadion, Lahti Toeschouwers: 2.950 Scheidsrechter: Bibiana Steinhaus |

|                            |                                                                      |         |         |                                                                            |
| 25 augustus 2009 19:00 CET | Zweden                                                               | 3 – 0   | Rusland | Veritas Stadion, Turku Toeschouwers: 4.697 Scheidsrechter: Kirsi Heikkinen |
| 25 augustus 2009 19:00 CET | Charlotte Rohlin 5' Victoria Sandell-Svensson 15' Caroline Seger 82' | Verslag |         | Veritas Stadion, Turku Toeschouwers: 4.697 Scheidsrechter: Kirsi Heikkinen |

|                            |        |                    |                                       |                                                                              |
| 28 augustus 2009 16:30 CET | Italië | 0 – 2              | Zweden                                | Veritas Stadion, Turku Toeschouwers: 5.947 Scheidsrechter: Bibiana Steinhaus |
| 28 augustus 2009 16:30 CET |        | Verslag[dode link] | 9' Lotta Schelin 19' Kosovare Asllani | Veritas Stadion, Turku Toeschouwers: 5.947 Scheidsrechter: Bibiana Steinhaus |

|                            |                                                   |                    |                                             |                                                                              |
| 28 augustus 2009 19:00 CET | Engeland                                          | 3 – 2              | Rusland                                     | Finnair Stadium, Helsinki Toeschouwers: 1.462 Scheidsrechter: Dagmar Damková |
| 28 augustus 2009 19:00 CET | Karen Carney 24' Eniola Aluko 32' Kelly Smith 42' | Verslag[dode link] | 2' Ksenia Tsybutovich 22' Olesya Kurochkina | Finnair Stadium, Helsinki Toeschouwers: 1.462 Scheidsrechter: Dagmar Damková |

|                            |         |         |                                            |                                                                                     |
| 31 augustus 2009 18:00 CET | Rusland | 0 – 2   | Italië                                     | Olympiastadion, Helsinki Toeschouwers: 1.112 Scheidsrechter: Gyöngyi Krisztina Gaal |
| 31 augustus 2009 18:00 CET |         | Verslag | 77' Melania Gabbiadini 90+3' Tatiana Zorri | Olympiastadion, Helsinki Toeschouwers: 1.112 Scheidsrechter: Gyöngyi Krisztina Gaal |

|                            |                                      |         |                |                                                                            |
| 31 augustus 2009 18:00 CET | Zweden                               | 1 – 1   | Engeland       | Veritas Stadion, Turku Toeschouwers: 6.142 Scheidsrechter: Kateryna Monzul |
| 31 augustus 2009 18:00 CET | Victoria Sandell-Svensson 40' (pen.) | Verslag | 28' Faye White | Veritas Stadion, Turku Toeschouwers: 6.142 Scheidsrechter: Kateryna Monzul |

## Knock-outfase
Aan de knock-outfase nemen de nummers 1 en 2, alsmede de twee beste nummers 3 uit de groepen deel.
|  | kwartfinale            | kwartfinale            |                         |       | halve finale | halve finale |  |  | finale | finale |
|  |                        |                        |                         |       |              |              |  |  |        |        |
|  |                        |                        |                         |       |              |              |  |  |        |        |
|  | 3 september – Turku    |                        |                         |       |              |              |  |  |        |        |
|  |                        |                        |                         |       |              |              |  |  |        |        |
|  | Finland                | 2                      |                         |       |              |              |  |  |        |        |
|  | Finland                | 2                      | 6 september – Tampere   |       |              |              |  |  |        |        |
|  | Engeland               | 3                      |                         |       |              |              |  |  |        |        |
|  | Engeland               | 3                      | Engeland                | 2     |              |              |  |  |        |        |
|  | 3 september – Tampere  |                        | Engeland                | 2     |              |              |  |  |        |        |
|  |                        | Nederland              | 1                       |       |              |              |  |  |        |        |
|  | Nederland              | Nederland              | 1                       | 0 (5) |              |              |  |  |        |        |
|  | Nederland              |                        | 10 september – Helsinki | 0 (5) |              |              |  |  |        |        |
|  | Frankrijk              | 0 (4)                  |                         |       |              |              |  |  |        |        |
|  | Frankrijk              | 0 (4)                  | Engeland                | 2     |              |              |  |  |        |        |
|  | 4 september – Lahti    |                        | Engeland                | 2     |              |              |  |  |        |        |
|  |                        | Duitsland              | 6                       |       |              |              |  |  |        |        |
|  | Duitsland              | Duitsland              | 6                       | 2     |              |              |  |  |        |        |
|  | Duitsland              | 7 september – Helsinki |                         | 2     |              |              |  |  |        |        |
|  | Italië                 | 1                      |                         |       |              |              |  |  |        |        |
|  | Italië                 | 1                      | Duitsland               | 3     |              |              |  |  |        |        |
|  | 4 september – Helsinki |                        | Duitsland               | 3     |              |              |  |  |        |        |
|  |                        | Noorwegen              | 1                       |       |              |              |  |  |        |        |
|  | Zweden                 | Noorwegen              | 1                       | 1     |              |              |  |  |        |        |
|  | Zweden                 |                        |                         | 1     |              |              |  |  |        |        |
|  | Noorwegen              | 3                      |                         |       |              |              |  |  |        |        |
|  | Noorwegen              | 3                      |                         |       |              |              |  |  |        |        |

#### Kwartfinales
|                            |                                        |         |                                         |                                                                           |
| 3 september 2009 15:00 CET | Finland                                | 2 – 3   | Engeland                                | Veritas Stadion, Turku Toeschouwers: 7.247 Scheidsrechter: Dagmar Damkova |
| 3 september 2009 15:00 CET | Annica Sjölund 66' Linda Sällström 79' | Verslag | 15', 67' Eniola Aluko 49' Fara Williams | Veritas Stadion, Turku Toeschouwers: 7.247 Scheidsrechter: Dagmar Damkova |

|                            |           |              |           |                                                                             |
| 3 september 2009 19:00 CET | Nederland | 0 – 0 (n.v.) | Frankrijk | Ratina Stadion, Tampere Toeschouwers: 2.766 Scheidsrechter: Kirsi Heikkinen |
| 3 september 2009 19:00 CET | Verslag   |              |           | Ratina Stadion, Tampere Toeschouwers: 2.766 Scheidsrechter: Kirsi Heikkinen |

|                                                                                                   |                                               | strafschoppen |  |
| Karin Stevens Manon Melis Annemieke Kiesel Sylvia Smit Daphne Koster Dyanne Bito Anouk Hoogendijk | 5 – 4 Frankrijk won de toss en mocht beginnen | Sandrine Soubeyrand Camille Abily Amandine Henry Eugénie Le Sommer Corine Franco Ophélie Meilleroux Candie Herbert |  |

|                            |                     |         |                     |                                                                           |
| 4 september 2009 15:00 CET | Duitsland           | 2 – 1   | Italië              | Lahden Stadion, Lahti Toeschouwers: 1.866 Scheidsrechter: Jenny Palmqvist |
| 4 september 2009 15:00 CET | Inka Grings 4', 47' | Verslag | 63' Patrizia Panico | Lahden Stadion, Lahti Toeschouwers: 1.866 Scheidsrechter: Jenny Palmqvist |

|                            |                               |         |                                                                   |                                                                                 |
| 4 september 2009 19:00 CET | Zweden                        | 1 – 3   | Noorwegen                                                         | Finnair Stadium, Helsinki Toeschouwers: 1.708 Scheidsrechter: Bibiana Steinhaus |
| 4 september 2009 19:00 CET | Victoria Sandell-Svensson 80' | Verslag | 39' (e.d.) Stina Segerström 45' Anneli Giske 60' Cecilie Pedersen | Finnair Stadium, Helsinki Toeschouwers: 1.708 Scheidsrechter: Bibiana Steinhaus |

#### Halve finales
|                            |                                 |              |                    |                                                                                    |
| 6 september 2009 18:00 CET | Engeland                        | 2 – 1 (n.v.) | Nederland          | Ratina Stadion, Tampere Toeschouwers: 4.621 Scheidsrechter: Gyöngyi Krisztina Gaal |
| 6 september 2009 18:00 CET | Kelly Smith 61' Jill Scott 116' | Verslag      | 64' Marlous Pieëte | Ratina Stadion, Tampere Toeschouwers: 4.621 Scheidsrechter: Gyöngyi Krisztina Gaal |

|                            |                                                                      |         |                       |                                                                               |
| 7 september 2009 18:00 CET | Duitsland                                                            | 3 – 1   | Noorwegen             | Finnair Stadium, Helsinki Toeschouwers: 2.765 Scheidsrechter: Kirsi Heikkinen |
| 7 september 2009 18:00 CET | Simone Laudehr 59' Célia Okoyino da Mbabi 61' Fatmire Bajramaj 90+3' | Verslag | 10' Isabell Herlovsen | Finnair Stadium, Helsinki Toeschouwers: 2.765 Scheidsrechter: Kirsi Heikkinen |

#### Finale
|                             |                                  |         |                                                                                |                                                                              |
| 10 september 2009 18:00 CET | Engeland                         | 2 – 6   | Duitsland                                                                      | Olympiastadion, Helsinki Toeschouwers: 15.877 Scheidsrechter: Dagmar Damková |
| 10 september 2009 18:00 CET | Karen Carney 24' Kelly Smith 55' | Verslag | 20', 76' Birgit Prinz 22' Melanie Behringer 51' Kim Kulig 62', 73' Inka Grings | Olympiastadion, Helsinki Toeschouwers: 15.877 Scheidsrechter: Dagmar Damková |

| UEFA Europees kampioenschap vrouwenvoetbal Winnaar 2009 |
| ------------------------------------------------------- |
|                                                         |
| DUITSLAND 7e titel                                      |

## Topscorers
| Pos.             | Speler                    | Land             | Goals |
| ---------------- | ------------------------- | ---------------- | ----- |
| 1                | Inka Grings               | Duitsland        | 6     |
| 2                | Fatmire Bajramaj          | Duitsland        | 3     |
| 2                | Kelly Smith               | Engeland         | 3     |
| 2                | Eniola Aluko              | Engeland         | 3     |
| 2                | Victoria Sandell-Svensson | Zweden           | 3     |
| 6                | Melanie Behringer         | Duitsland        | 2     |
| 6                | Linda Bresonik            | Duitsland        | 2     |
| 6                | Birgit Prinz              | Duitsland        | 2     |
| 6                | Simone Laudehr            | Duitsland        | 2     |
| 6                | Karen Carney              | Engeland         | 2     |
| 6                | Fara Williams             | Engeland         | 2     |
| 6                | Laura Österberg-Kalmari   | Finland          | 2     |
| 6                | Camille Abily             | Frankrijk        | 2     |
| 6                | Patrizia Panico           | Italië           | 2     |
| 6                | Kirsten van de Ven        | Nederland        | 2     |
| 6                | Cecilie Pedersen          | Noorwegen        | 2     |
| 17               | 34 speelsters             | 34 speelsters    | 1     |
| Eigen doelpunten | Eigen doelpunten          | Eigen doelpunten | 1     |
| Totaal:          | Totaal:                   | Totaal:          | 75    |
| Wedstrijden:     | Wedstrijden:              | Wedstrijden:     | 25    |
| Gemiddelde:      | Gemiddelde:               | Gemiddelde:      | 3.00  |

| 1 Goal Denemarken - Maiken Pape - Johanna Rasmussen - Camilla Sand-Andersen Duitsland - Annike Krahn - Kim Kulig - Anja Mittag - Célia Okoyino da Mbabi Engeland - Jill Scott - Faye White Finland - Maija Saari - Linda Sällström - Annica Sjölund | 1 Goal (vervolg) Frankrijk - Sonia Bompastor - Louisa Nécib - Gaëtane Thiney IJsland - Hólmfríđur Magnúsdóttir Italië - Melania Gabbiadini - Alessia Tuttino - Tatiana Zorri Nederland - Manon Melis - Marlous Pieëte - Sylvia Smit - Karin Stevens | 1 Goal (vervolg) Noorwegen - Anneli Giske - Isabell Herlovsen - Lene Storløkken Oekraïne - Daryna Apanaschenko - Lyudmyla Pekur Rusland - Olesya Kurochkina - Ksenia Tsybutovich Zweden - Kosovare Asllani - Charlotte Rohlin - Lotta Schelin - Caroline Seger |

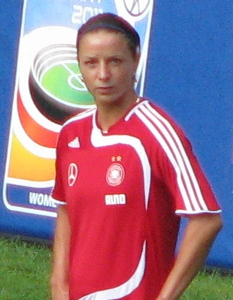
Inka Grings werd topscorer met 6 doelpunten

| Eigen doelpunt - Stina Segerström (tegen Noorwegen) |